# Полоцкий кадетский корпус
Полоцкий кадетский корпус — начальное военно-учебное заведение Русской Императорской армии, готовившее детей и подростков к военной службе.
Корпусной и храмовый праздник: 6 декабря.

## История
Открыт 25 июня 1835 года по повелению Николая I в Полоцке Витебской губернии для подготовки дворянских детей к воинской службе. Для размещения кадет было приспособлено здание Иезуитской академии и монастыря, построенных в XVIII веке. Кадет набирали из дворянских детей Витебской, Минской, Могилевской, Виленской, Гродненской и Смоленской губерний. Запрещалось принимать детей участников Польского восстания 1830 года Первый набор насчитывал 54 человека. Принимали детей в Полоцкий кадетский корпус в возрасте от 12 до 14 лет.
В 1836 году была сформирована 2-я рота, на следующий год кадетам выдали ружья. В 1838 году корпус был полностью сформирован в составе четырёх рот: гренадерской, 1-й и 2-й мушкетерских, а также неранжированной.
В мае 1839 года первые 16 кадет были выпущены в Дворянский полк. В 1857 году были открыты специальные классы. В 1859 году произведён первый выпуск офицеров.
В 1865 году во время милютинской реформы переименован в Полоцкую военную гимназию. В 1882 году переименован обратно в Полоцкий кадетский корпус.
В 1910 году учение закончил правнук августейшего основателя корпуса — князь императорской крови Олег Константинович, в 1914 году геройски погибший в бою с германцами. В его честь 1-я рота корпуса получила наименование Олеговской.
В сентябре 1914 года эвакуирован. 1-я рота присоединена к Владикавказскому кадетскому корпусу. 3-я рота присоединена к Сумскому кадетскому корпусу. 2-я рота присоединена сначала к 1-му Московскому, а с 1915 — к Одесскому кадетскому корпусу. Штаб и канцелярия корпуса эвакуированы в Симбирск.
В 1920 году при эвакуации Одесского кадетского корпуса киевские и полоцкие кадеты не сумели погрузиться на пароход и эвакуироваться. Они вошли в отряд полковника Стесселя и участвовали в феврале 1920 года боях под Канделем и Зельцем.

Сплоченные узами товарищества, крепкие духом кадеты явились лучшей организованной частью, о которую разбились все атаки противника. На левый фланг большевиками были направлены наибольшие силы, и проявлено наибольшее упорство для овладения селением Кандель. Жестокий артиллерийский, пулеметный и ружейный огонь не мог поколебать мужественных кадетов. После соответственной подготовки большевики бросили на левый фланг бывшие у них кавалерийские части. Неудача грозила гибелью всему нашему отряду. В эту решительную минуту юноши и дети кадеты, понимая всю важность обороняемой позиции, не смутились натиском противника. Дружные залпы встретили несущуюся кавалерию. Твердой стеной стояли кадетские штыки. Не ожидавшие такой выдержки и мужества, большевики обратились в бегство.— Приказ генерал-лейтенанта Геруа
7 февраля 1920 года кадеты покинули Одессу и с боями ушли на Запад. В Сараево был сформирован Первый русский кадетский корпус из остатков Киевского, Полоцкого и Одесского корпусов.

## Нагрудный знак и жетон
- 10 октября 1892 — Утвержден жетон корпуса
- 15 мая 1913 — Утвержден нагрудный знак корпуса.

## Знамя корпуса
7 июня 1844 года даровано простое знамя образца 1816 года. Крест красный, углы желтые с темно-зеленым пополам, шитье золотое. Знамя имело Гвардейское навершие образца 1830 года, древко жёлтое. 28 февраля 1901 — возвращено старое знамя: с одной стороны Нерукотворный Спас, с другой монограмма Николая II.
В сентябре 1914 года знамя было вывезено в Симбирск, затем попало в Югославию, где в 1925—1944 годах хранилось в музее, в 1944 году вывезено в Австрию, в 1949 году — в США и до 2019 года хранилось в синодальном Знаменском соборе Нью-Йорка. Частица знамени 23 сентября 2013 года была перевезена в Белоруссию делегацией Белорусского союза суворовцев и кадет и 19 декабря 2013 года, в день корпусного праздника, торжественно вручена директору Полоцкого кадетского училища Ж. Е. Жевнерович.
Согласно договоренности, достигнутой между белорусскими и американскими кадетами, в начале 2014 года было изготовлено новое знамя образца 1816 года. 4 мая 2014 года оно было привезено в Сербию делегацией Белорусского союза суворовцев и кадет и освящено в здании 1-го Русского кадетского корпуса (г. Белая Црква). После совершенного чина зари с церемонией и церемониала прибития полотнища к древку реконструированное знамя признано кадетами всех поколений легитимным. К его полотнищу был прикреплен фрагмент ткани исторического знамени. 6 мая 2014 г. знамя Полоцкого кадетского корпуса через Сербию, Венгрию, Словакию и Польшу было доставлено в Белоруссию.
11 октября 2014 года в Государственном музее истории Великой Отечественной войны (города Минск) состоялась торжественная церемония передачи знамени на временное хранение в экспозицию музея.
5 сентября 2015 года в Полоцке состоялась торжественная передача знамени Полоцкому кадетскому училищу. До создания училищного храма знамя хранится в Богоявленском соборе города Полоцка.
5 октября 2019 года в Полоцке состоялась торжественная передача Полоцкому кадетскому училищу исторического знамени 1844 года, до этого хранившегося в синодальном Знаменском соборе Нью-Йорка.

## Директора
- 1835—1842 — генерал-майор Хвощинский, Павел Кесаревич
- 1842—1852 — генерал-лейтенант Ореус, Фёдор Максимович
- 1852—1854 — полковник Лермонтов, Всеволод Николаевич
- 1854—1858 — генерал-майор Кинович, Павел Петрович
- 1858—1864 — генерал-майор Павловский, Дмитрий Михайлович
- 1864—1867 — генерал-майор Кузьмин-Караваев, Григорий Павлович
- 1867—1878 — полковник Глотов, Петр Пётрович
- 1878—1888 — генерал-майор Тыртов, Алексей Петрович
- 05.08.1888 — 16.05.1891 — генерал-майор Анчутин, Константин Николаевич
- 16.05.1891 — 1897 — генерал-майор Елчанинов, Георгий Иванович
- 1897—1905 — генерал-майор Гутор, Евгений Симонович
- 01.08.190 5— 01.08.1908 — генерал-майор Ваулин, Андрей Николаевич
- 01.08.1908 — полковник (с 18.04.1910 генерал-майор) Чигирь, Модест Григорьевич

## Инспекторы классов
- 1835—1860 — действительный статский советник В. М. Бруевич
- 1860—1865 — подполковник Н. П. Буцкий
- 1865—1871 — полковник Хотяинцов
- 1871—1880 — полковник Э. Р. Блюменталь
- 1880—1882 — полковник Кругликов
- 1882—1884 — полковник Шевченко
- 1884—1903 — полковник А. П. Аргамаков
- 1903—1905 — полковник В. Э. Данкварт
- 1905—1908 — полковник М. Г. Чигирь
- 1908—1913 — полковник В. М. Энгельгардт
- 1913—1915 — полковник И. А. Котрохов

## Известные выпускники
См. также: Выпускники Полоцкого кадетского корпуса
Со дня основания по 1913 год корпус выпустил 3001 человека.
- Бринкен, Александр Фридрихович
- Варсонофий Оптинский
- Гончаренко, Георгий Иванович
- Зарако-Зараковский, Болеслав Францевич
- Зейн, Франц-Альберт Александрович
- Кирпичёв, Виктор Львович
- Кирпичёв, Михаил Львович
- Климович, Евгений Константинович
- Комиссаров, Михаил Степанович
- Кондратенко, Роман Исидорович
- Конопацкий Гасан Амуратович
- Короткевич, Николай Николаевич
- Корейво, Витольд-Чеслав Симфорианович
- Левицкий, Казимир Васильевич
- Ломакин, Николай Павлович
- Новицкий, Евгений Фёдорович
- Петров Александр Иванович — Минский губернатор, почетный гражданин Минска, сенатор
- Розеншильд фон Паулин, Анатолий Николаевич
- Романов, Олег Константинович, князь императорской крови
- Сазонов, Александр Александрович
- Смирнов Владимир Васильевич
- Стабровский Иосиф Иосифович — полковник русской армии, создатель краеведческого музея в Слониме.
- Субботкин, Евгений Михайлович, государственный деятель, многолетний Седлецкий губернатор, сенатор.
- Чиж, Владимир Фёдорович
- Юзефович, Яков Давидович

## Возрождение традиций
В 2006 году в средней школе № 4 города Полоцка был открыт первый кадетский класс. С 1 сентября 2010 года на базе Полоцкой СШ № 4 начало работу Полоцкое кадетское училище. Училище борется за звание правопреемника Полоцкого кадетского корпуса.
23 декабря 2010 года в училище был передан портрет выпускника 1910 г. князя императорской крови Олега Константиновича, 19 декабря 2013 года — частица знамени Полоцкого кадетского корпуса, а 5 октября 2019 года — и само историческое знамя 1844 года. С 2023 года было закончено строительство Полоцкого кадетского корпуса, куда учащиеся с 1 сентября переехали обучаться

## Интересные факты
Действие романа «Вечный огонь» (2012) белорусского писателя В. В. Бондаренко происходит и в дореволюционном Полоцком кадетском корпусе, и в современном Полоцком кадетском училище.
Судьбам четырёх кадет Полоцкого кадетского корпуса — выпускников 1910 года посвящён роман этого же автора «Четыре судьбы. Одна Родина», опубликованный в 2015 года на сайте Белорусского союза суворовцев и кадет и в 2018 году минским издательством «Аверсэв».